# Olympische Sommerspiele 1912/Schwimmen – 4 × 200 m Freistil (Männer)
Die 4-mal-200-Meter-Freistilstaffel der Männer bei den Olympischen Spielen 1912 in Stockholm wurde vom 12. bis 15. Juli ausgetragen.

## Rekorde
Vor Beginn der Olympischen Spiele waren folgende Rekorde gültig.
| Weltrekord         | 10:53,4 min | Großbritannien William Forster Paul Radmilovic John Derbyshire Henry Taylor | London (Großbritannien) | 24. Juli 1908 |
| Olympischer Rekord | 10:53,4 min | Großbritannien William Forster Paul Radmilovic John Derbyshire Henry Taylor | London (Großbritannien) | 24. Juli 1908 |

Folgende neue Rekorde wurden aufgestellt:
| Weltrekord | 10:26,4 min | Vereinigte Staaten Ken Huszagh Duke Kahanamoku Perry McGillivray Harry Hebner | Halbfinale 1 |
| Weltrekord | 10:14,0 min | Australasien Harold Hardwick Malcolm Champion Leslie Boardman Cecil Healy     | Halbfinale 2 |
| Weltrekord | 10:11,2 min | Australasien Harold Hardwick Malcolm Champion Leslie Boardman Cecil Healy     | Finale       |

## Ergebnisse

### Halbfinale
Lauf 1
| Rang | Nation             | Athlet                                                         | Zeit        | Anm.  |
| ---- | ------------------ | -------------------------------------------------------------- | ----------- | ----- |
| 1    | Vereinigte Staaten | Ken Huszagh Duke Kahanamoku Perry McGillivray Harry Hebner     | 10:26,4 min | Q, WR |
| 2    | Ungarn             | László Beleznai Imre Zachár Alajos Kenyéry Béla von Las-Torres | 10:34,6 min | Q     |
| 3    | Großbritannien     | William Foster Sydney Battersby John Hatfield Henry Taylor     | 10:39,4 min | q     |

Lauf 2
| Rang | Nation          | Athlet                                                       | Zeit        | Anm.  |
| ---- | --------------- | ------------------------------------------------------------ | ----------- | ----- |
| 1    | Australasien    | Harold Hardwick Malcolm Champion Leslie Boardman Cecil Healy | 10:14,0 min | Q, WR |
| 2    | Deutsches Reich | Oskar Schiele Georg Kunisch Kurt Bretting Max Ritter         | 10:42,2 min | Q     |

### Finale
| Rang | Nation             | Athlet                                                         | Zeit        | Anm. |
| ---- | ------------------ | -------------------------------------------------------------- | ----------- | ---- |
| 1    | Australasien       | Harold Hardwick Malcolm Champion Leslie Boardman Cecil Healy   | 10:11,2 min | WR   |
| 2    | Vereinigte Staaten | Ken Huszagh Duke Kahanamoku Perry McGillivray Harry Hebner     | 10:20,2 min |      |
| 3    | Großbritannien     | William Foster Sydney Battersby John Hatfield Henry Taylor     | 10:28,6 min |      |
| 4    | Deutsches Reich    | Oskar Schiele Georg Kunisch Kurt Bretting Max Ritter           | 10:37,0 min |      |
| 5    | Ungarn             | László Beleznai Imre Zachár Alajos Kenyéry Béla von Las-Torres | DNS         |      |